# Psiguria triphylla
Psiguria triphylla är en gurkväxtart som först beskrevs av Friedrich Anton Wilhelm Miquel, och fick sitt nu gällande namn av Charles Jeffrey. Psiguria triphylla ingår i släktet Psiguria och familjen gurkväxter. Inga underarter finns listade i Catalogue of Life.